# Distrito de Kosñipata
El distrito de Kosñipata es uno de los seis que conforman la provincia de Paucartambo, ubicada en el departamento de Cuzco, en el Sur del Perú.
La provincia de Paucartambo desde el punto de vista de la jerarquía eclesiástica está comprendida en la Arquidiócesis del Cusco.

## Historia
El distrito fue creado mediante Ley n.º 14116 del 15 de junio de 1962, fundado por Braulio Macedo en el segundo gobierno de Manuel Prado Ugarteche.

## Geografía

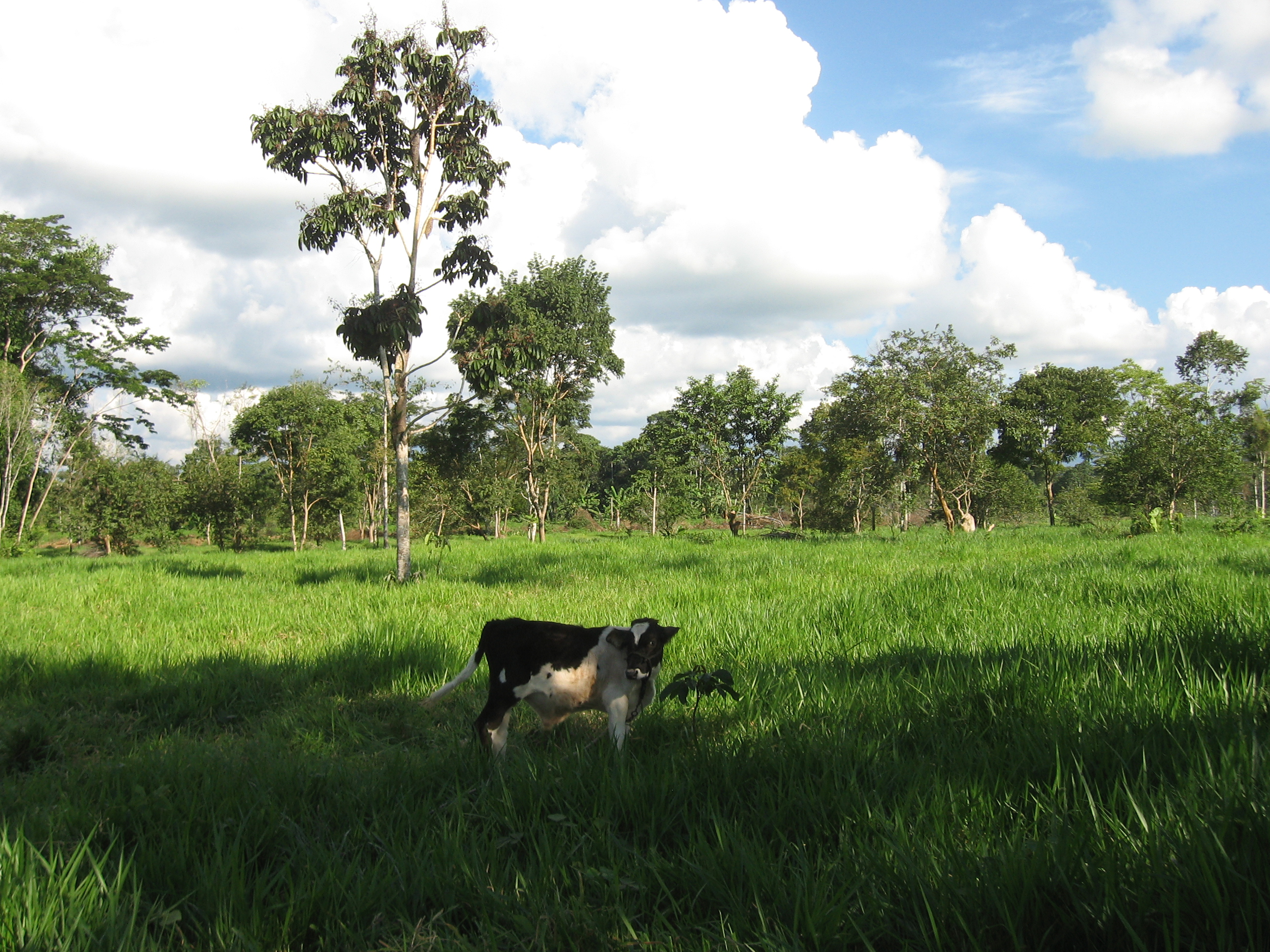
Paraje con ganado vacuno cerca a Pilcopata.

Su capital es el centro poblado menor de Pillcopata, situada a los 550 m s. n. m.

## División administrativa

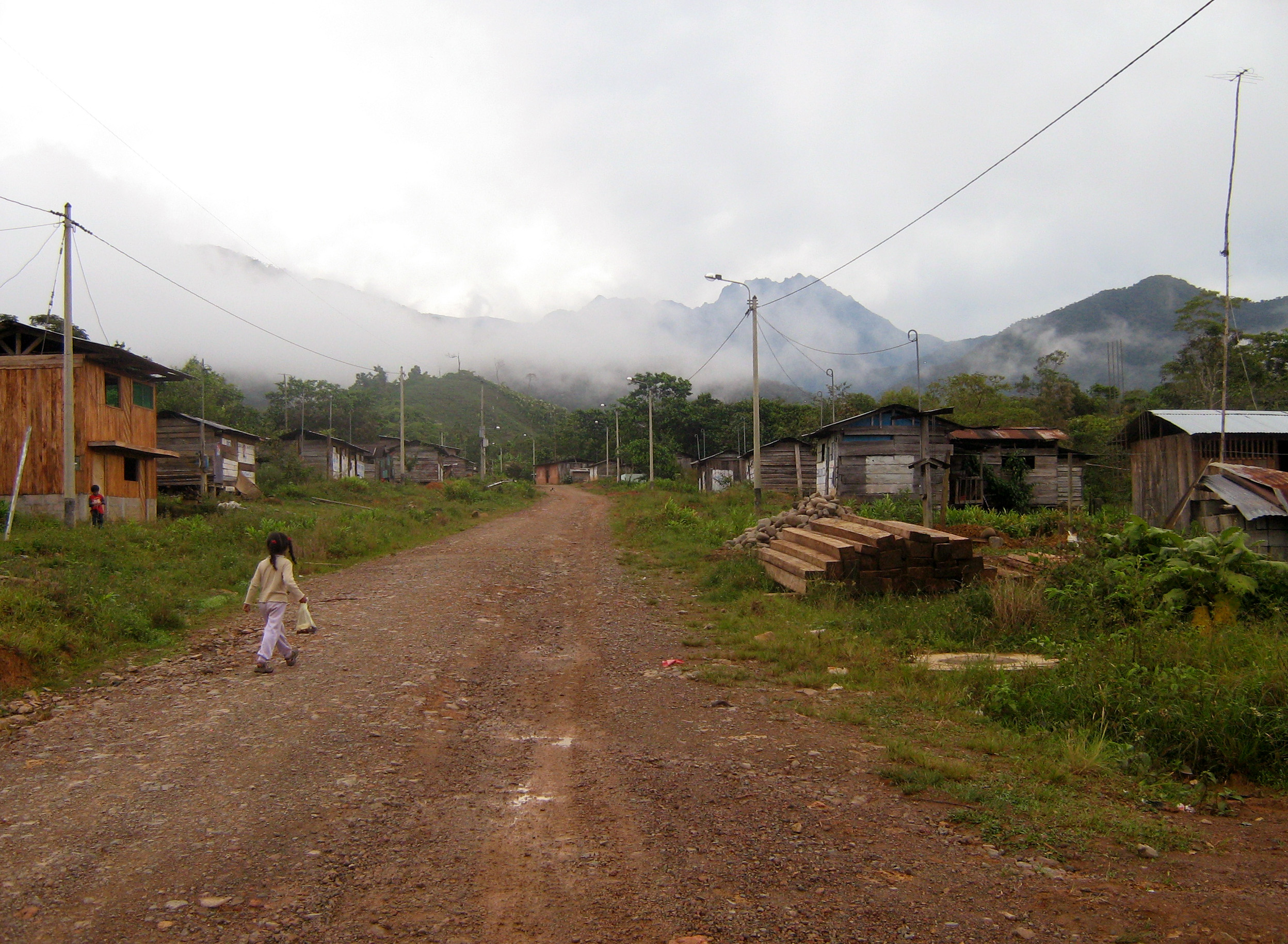
Calle en la localidad de Patria.

### Centros poblados
- Urbanos: Patria.
- Rurales: Chontachaca, Asunción, Agua Santa, Castilla, Tres Estrellas, Yupurqui.
- Comunidades nativas: Mamería, Río Mamería, Queros y Santa Rosa de Huacaría.

## Autoridades

### Municipales
- 2019-2022
- Alcalde: Roberto Miranda Rios

- 2015-2018
  - Alcalde: Lic.Libio Efraín Toque Valencia, del Partido Pachacuteq.
- 2011-2014
  - Alcalde: Fausto Amao Sullca, del Movimiento Autogobierno Ayllu.
  - Regidores: Roberto Miranda Rios (Ayllu), Primitivo Quispe Camala (Ayllu), Anacleta Cruz Paiva (Ayllu), Lidia Josabet Illa Tunque (Ayllu), Arístides Gil Mamani Noa (Movimiento Regional Inka Pachakuteq).
- 2007-2010
  - Alcalde: Juan José Rodríguez Aquise.

### Religiosas
- Párroco: Pbro. Persi Quispe Huamán (Parroquia Inmaculada Concepción).